# HD 64740
HD 64740，又名CD-49 3137，SAO 219106、HR 3089，是一颗恒星，视星等为4.63，位于銀經263.38，銀緯-11.19，其B1900.0坐标为赤經7h 50m 14.5s，赤緯-49° -11.19′ 10″。